# أحلام لا تنام (مسلسل)
أحلام لا تنام مسلسل مصري للكاتبة سماح الحريري والمخرج مجدي أبو عميرة. يركز المسلسل على فكرة الثأر في الصعيد والفقر والظلم والبلطجة والمرأة المكافحة.

## قصة
تدور الأحداث عن "أحلام" المتزوجة من ابن عمها "سعيد" الهارب من الثأر إلى أن يتوفى في أحد المزارع التي كان يعمل بها. تتهم "أحلام" بقتل "مهران" صاحب المزرعة وتهرب بأولادها إلى الصعيد وتعيش مع عمها إلى أن يتوفى وتنتقل مع ابنة عمها "معالي" الطالبة بالجامعة لتعيش مع خالها "درويش" وتتورط بجرائم قتل مع أحد زعماء العصابات "جميل" الذي يعمل لحساب رجل الأعمال "كامل" ويهرب رجل الأعمال ويمرض "جميل" ويكتشف ابنة "طاهر" أنه قتل والده الحقيقي وخطفوه من أمه الحقيقية. تحاول "رقية" زوجة "جميل" أن "أحلام" هي الذي قتلت "رسمية" والدة "طاهر" ويحاول أن ينتقم لوالدته ويتدخل الدكتور "مصطفى" المحامي في القضية ويعرف قصة "أحلام" الحقيقية ويكتشف أنها مظلومة وارتكبت الجرائم تحت ضغط "جميل" ويحاول أن يقنعها أن تعترف على نفسها وتنتهى القصة إلى أن يقتل "جميل" "أحلام" حتى لايقتلها "طاهر".

## بطولة
بطولة إلهام شاهين بالاشتراك مع نبيل الحلفاوي وأميرة العايدي وخالد محمود ورشوان توفيق وسميرة عبد العزيز وسميرة محسن ومحمد الشقنقيري وجمال إسماعيل وصفاء جلال وجليلة محمود وأمير شاهين وحجاج عبد العظيم وبدرية طلبة وعبد الرحمن أبو زهرة وجمال عبد الناصر ومنال عبد الطيف وسيد صادق وأمل رزق وجيهان سلامة وحنان سليمان وغسان مطر وصلاح رشوان وسعيد الصالح وآلاء نور.